# Un piccolo favore
Un piccolo favore (A Simple Favor) è un film del 2018, diretto da Paul Feig.
La pellicola, con protagoniste Anna Kendrick e Blake Lively, è l'adattamento cinematografico del romanzo del 2017 A Simple Favor di Darcey Bell.

## Trama
Stephanie Smothers ed Emily Nelson non possono essere più diverse: infatti, mentre Stephanie è una donna remissiva e una madre perfettina che gestisce un vlog di ricette biologiche, Emily è una donna dominante e una madre distaccata che gestisce le crisi in un'azienda di moda e ha un'avversione per il farsi fotografare; l'unica cosa a unirle è il fatto che i rispettivi figli, Miles e Nicky, frequentino la stessa scuola elementare e siano grandi amici. È infatti grazie ai loro figli che Emily e Stephanie iniziano a frequentarsi e a scambiarsi confidenze intime (Stephanie confessa che da giovane ha fatto sesso col fratellastro Chris, appena conosciuto, mentre Emily esprime la sua profonda frustrazione per il fallimento del marito Sean Townsend come scrittore) e Stephanie, sebbene gli altri genitori le facciano notare che la stia solo sfruttando, fa spesso favori a Emily (come andare a prendere il figlio a scuola).
Quando poi Emily, dopo aver chiesto a Stephanie di fare da babysitter a Nicky perché lei è impegnata al lavoro e Sean è a Londra ad assistere la madre, sparisce per giorni, Stephanie, preoccupata, contatta Sean, la polizia e il datore di lavoro di Emily, Dennis Nylon, che le comunica sbrigativamente che Emily è a Miami. Stephanie informa subito il detective Summerville che però scopre che Emily non è andata a Miami ma ha invece noleggiato un'auto. È così che Stephanie decide di raccontare tutto quello che sta accadendo sul suo vlog e chiede aiuto ai suoi follower; è infatti proprio una sua follower che avvista Emily nel Michigan e così la polizia, dopo aver ritrovato l'auto nei pressi di un campo estivo, ripesca il corpo di Emily nel vicino lago. 
Stephanie e Sean, avvicinati dal dolore per la perdita di Emily e dalla gestione dei figli, iniziano una relazione, tanto che Stephanie si trasferisce stabilmente da lui. È per questo che quando la polizia, scoperto che Emily aveva in corpo un'ingente quantità di eroina e che Sean ha recentemente stipulato una polizza da 4 milioni sulla vita della moglie, inizia a sospettare dell'uomo, Stephanie decide di indagare per scagionarlo. Per dissuaderla, però, Emily, che in realtà è viva, dopo aver attirato Sean, che è all'oscuro di tutto, in un bar per confidargli che ha fatto tutto per incassare i soldi dell'assicurazione e risolvere i loro problemi finanziari, invia a Stephanie un messaggio minaccioso che le fa rammentare la morte del marito Davis e del fratellastro: Davis, infatti, sospettando una relazione tra Stephanie e Chris, arrivando persino a mettere in dubbio la paternità di Miles, aveva affrontato Chris invitandolo a fare un giro in macchina e causando un incidente rivelatosi mortale per entrambi.
Per nulla intimidita, Stephanie, dopo aver incontrato Diana Hyland, un'artista che ha dipinto un ritratto di Emily che però chiama Claudia, aver visionato gli annuari di un campo estivo presso nel cui lago è stato trovato il cadavere di Emily e aver parlato con l'anziana Margaret McLanden, scopre che in realtà Emily è Hope McLanden e che è scomparsa con la sua gemella identica, Faith, 16 anni prima dopo aveva appiccato un incendio in casa nel quale era morto il loro padre. Stephanie contatta Emily attraverso messaggi criptici sul suo vlog e, finalmente, le due si incontrano sulla tomba di Emily dove la finta morta racconta tutto: la madre partorì tre gemelle, lei (Hope), Faith e Charity (nata morta) e 16 anni prima Faith la convinse ad appiccare il fuoco per uccidere il padre violento e a fuggire ognuna per proprio conto ma, visto che a differenza sua che era diventata un'affermata manager, Faith era un'eroinomane senza un soldo, la donna l'aveva attirata al lago per ricattarla salvo poi suicidarsi nel lago (ci viene mostrato che, in realtà, Emily ha affogato Faith) e, a questo punto, Sean aveva organizzato la truffa. Stephanie accetta così di aiutare Emily a ricomparire in pubblico incastrando Sean, che viene di fatto arrestato ma rilasciato quasi subito su cauzione. 
In seguito Stephanie, che non si è bevuta la storiella di Emily, organizza con Sean e la polizia un tranello per incriminarla: dopo aver riempito la casa di microfoni, Stephanie mette in scena una finta lite con Sean che culmina con una sparatoria. Emily in effetti confessa l'omicidio della sorella e la truffa, spara al marito e si appresta a uccidere Stephanie ma, avendo trovato e distrutto le cimici poco prima dell'incontro, nessuno l'ha sentita; ciò che però Emily non sa è che tutto ciò che è successo è stato visto in streaming dai suoi follower grazie a una telecamera a forma di bottone che Stephanie ha nascosta addosso. Emily però non si arrende e tenta la fuga venendo però investita da un papà della scuola, Darren che, sebbene avesse sempre preso in giro Stephanie, ora è solidale con lei.
Il testo conclusivo spiega che il vlog di Stephanie ha raggiunto un milione di follower trasformandosi in uno spettacolo mattutino e che lei è diventata anche una detective privata part-time specializzata in cold-cases, il secondo romanzo di Sean è diventato un bestseller del New York Times e che lui è un professore di successo alla Berkeley ed Emily è stata condannata a 20 anni di carcere e in prigione se la cava alla grande.

## Produzione
Le riprese del film sono iniziate il 14 agosto 2017 a Toronto.
Il budget del film è stato di 20 milioni di dollari.

## Promozione
Il primo trailer del film è stato diffuso il 2 maggio 2018.

## Distribuzione
Il film è stato distribuito nelle sale cinematografiche statunitensi a partire dal 14 settembre 2018 ed in quelle italiane dal 13 dicembre dello stesso anno.

### Divieti
Negli Stati Uniti il film è stato vietato ai minori di 17 anni per la presenza di "contenuti sessuali, nudità, linguaggio scurrile, uso di droghe e violenza".

## Accoglienza

### Critica
Sull'aggregatore Rotten Tomatoes il film ha ricevuto l'85% delle recensioni professionali positive con un voto medio di 6,9 su 10 basato su 204 critiche, mentre su Metacritic ha ottenuto un punteggio di 67 su 100 basato su 40 recensioni.

## Sequel
Nel maggio 2022 Prime Video ha annunciato l'avvio della produzione del sequel; la regia sarà sempre affidata a Paul Feig, torneranno nel cast Blake Lively e Anna Kendrick, mentre la sceneggiatura sarà scritta da Jessica Sharzer, che coprirà anche il ruolo di produttrice insieme a Feig. Nel marzo 2024 si uniscono al cast Henry Golding, Andrew Rannells, Bashir Salahuddin, Joshua Satine, Ian Ho e Kelly McCormack.